# Maciej Małyga

Wappen von Maciej Małyga

Maciej Małyga (* 11. Mai 1979 in Neumarkt in Schlesien) ist ein polnischer Geistlicher und römisch-katholischer Weihbischof in Breslau.

## Leben
Maciej Małyga studierte Philosophie und Theologie am Priesterseminar des Erzbistums Breslau, für das er am 22. Mai 2004 im Breslauer Dom von Erzbischof Marian Gołębiewski das Sakrament der Priesterweihe empfing.
Nach zwei Jahren als Kaplan in Oels studierte er von 2006 bis 2012 an der Albert-Ludwigs-Universität Freiburg und wurde mit einer Studie zum Freiheitsverständnis Alfred Delps in Fundamentaltheologie promoviert. Nach der Rückkehr in sein Heimatbistum wurde er Spiritual am Priesterseminar in Breslau und ab 2021 auch für das diözesane Propädeutikum. 2019 wurde er zum Bischofsvikar für die Weiterbildung der Geistlichen und zum Leiter des hierfür eingerichteten Bildungshauses ernannt. Gleichzeitig wurde er Mitglied des Priesterrates.
Papst Franziskus ernannte ihn am 10. März 2022 zum Weihbischof in Breslau und Titularbischof von Ulcinium. Der Erzbischof von Breslau, Józef Kupny, spendete ihm am 24. April desselben Jahres im Breslauer Dom die Bischofsweihe. Mitkonsekratoren waren der Breslauer Weihbischof Jacek Kiciński CMF und der emeritierte Bischof von Schweidnitz, Ignacy Dec.

## Veröffentlichungen
- Freiheit als Hingabe an Gott. Eine Studie zum Freiheitsverständnis Alfred Delps. (Dissertation), Bonner dogmatische Studien, Band 54, Würzburg 2013, ISBN 978-3-429-03597-6.